# Реций Гал
Реций Гал (на латински: Raecius Gallus) e политик и сенатор на Римската империя през 1 век.
През 84 г. той е суфектконсул. Тогава консули са император Домициан (81 – 96) и Гай Опий Сабин. През тази година Домициан убива множество сенатори, вкл. и няколко консули. Другите суфектконсули през 84 г. са Луций Юлий Урс, Гай Тулий Капитон Помпониан Плотий Фирм и Гай Корнелий Галикан.